# Järfälla Simsällskap
Järfälla Simsällskap (JS) är en simklubb som har verksamhet inom simning, vattenpolo och konstsim. Totalt har klubben ca 700 medlemmar.[när?] Klubben grundades 1971 i samband med att Jakobsbergs simhall öppnades. Några av de mer kända simmarna som tränat i klubben är Therese Alshammar och Bengt Baron.